# Rio Angueira
O rio Angueira ou Ribeira de Angueira (em espanhol: Rivera de Bozas) é um rio internacional que nasce em Espanha perto da vila de Alcanizes. No seu percurso até desaguar no Sabor, entrando em Portugal em São Martinho de Angueira, freguesia do concelho de Miranda do Douro, atravessa, depois, o concelho de Vimioso, passando por Angueira, Serapicos, São Joanico, Campo de Víboras, Uva e Algoso.
Uma das espécies típicas do rio Angueira é o lagostim de "pata branca", cuja população tem vindo, nos últimos anos, a diminuir. Actualmente, esta espécie corre mesmo o risco de extinção.
Ao longo do percurso do Rio Angueira, vários açudes armazenam água que é utilizada, durante o Verão, para regar as hortas situadas nas suas margens. Ainda há pouco tempo, a água destes açudes fazia girar os vários moinhos de água que moíam trigo e centeio. Junto dos moinhos de Terroso, da Edra e da Senhora, todos em Angueira, está a casa do moleiro, uma construção em xisto, de dois pisos, que era utilizada como casa de habitação da família do moleiro. Para além destes, havia ainda no termo de Angueira os moinhos do Gago, de Telhado e da Nalsa/Ribeira de Baixo que se encontram hoje em avançado estado de degradação.
Nos últimos anos, tem vindo a ser feito um esforço assinalável no sentido de recuperar alguns destes açudes e de melhorar as acessibilidades aos mesmos. Em Angueira, com o apoio de Fundos Comunitários, recuperou-se o açude da Ponte da Cavada, reconvertendo o espaço anexo em Parque das Merendas; recuperou-se o Forno da Telha do Povo, que fica nos Pontões; limpou-se a mata do Múrio; recuperaram-se e melhoraram-se os caminhos rurais entre a capela de São Sebastião e o açude do moinho de Terroso. Melhoraram-se, assim, as acessibilidades entre a aldeia, a Edra e Terroso, facilitando o acesso às hortas e aos moinhos de Terroso e ainda ao Castro do Gago.

## Afluentes
- Ribeira de Santa Ana